# トフィガ・ヴァエヴァル・ファラニ

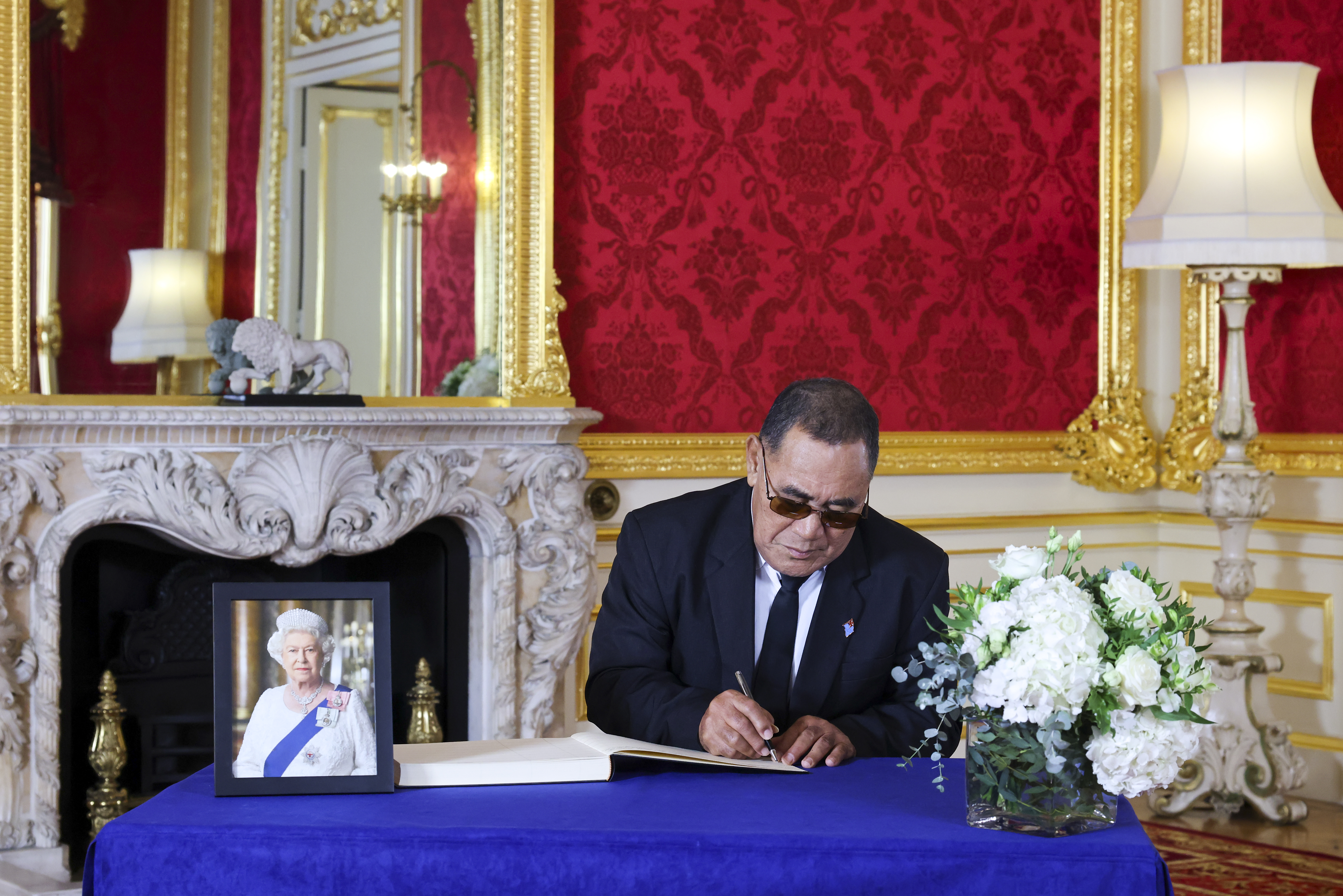
エリザベス2世国葬の弔意書に署名するファラニ（中央右）

トフィガ・ヴァエヴァル・ファラニ（英語: Tofiga Vaevalu Falani）は、ツバルの政治家。2008年からツバル教会（プロテスタント）会長も務め、2009年には世界教会協議会のツバル代表として、中央委員会会議に参加した。ファラニが2021年から在職している総督はツバル国王の代理人としての職務が大半であるため、儀礼的な職務のみを行う。
2014年の新年の栄誉で公共および社会奉仕のために大英帝国勲章を授与された。2017年にはイアコバ・イタレリ総督（当時）の不在時に総督代行を務めている。2021年9月、ファラニはエリザベス2世から正式にツバル総督として任命された。2022年のエリザベス2世国葬にはツバル代表として参列。2022年9月18日には、聖マイケル・聖ジョージ勲章（GCMG）のグランドクロスを授与された。